# ایزابل ایلیانو
ایزابل ایلیانو (انگلیسی: Isabelle Iliano؛ زادهٔ ۲ مارس ۱۹۹۷) بازیکن فوتبال اهل بلژیک است.
وی همچنین در تیم‌های ملی فوتبال زنان بلژیک بازی کرده‌است.